# Итальянка в Алжире
«Итальянка в Алжире» (итал. L'italiana in Algeri) — опера Джоакино Россини на либретто Анджело Анелли в двух действиях. Премьера состоялась в Венеции в театре «Сан-Бенедетто» 22 мая 1813 года.

## История создания

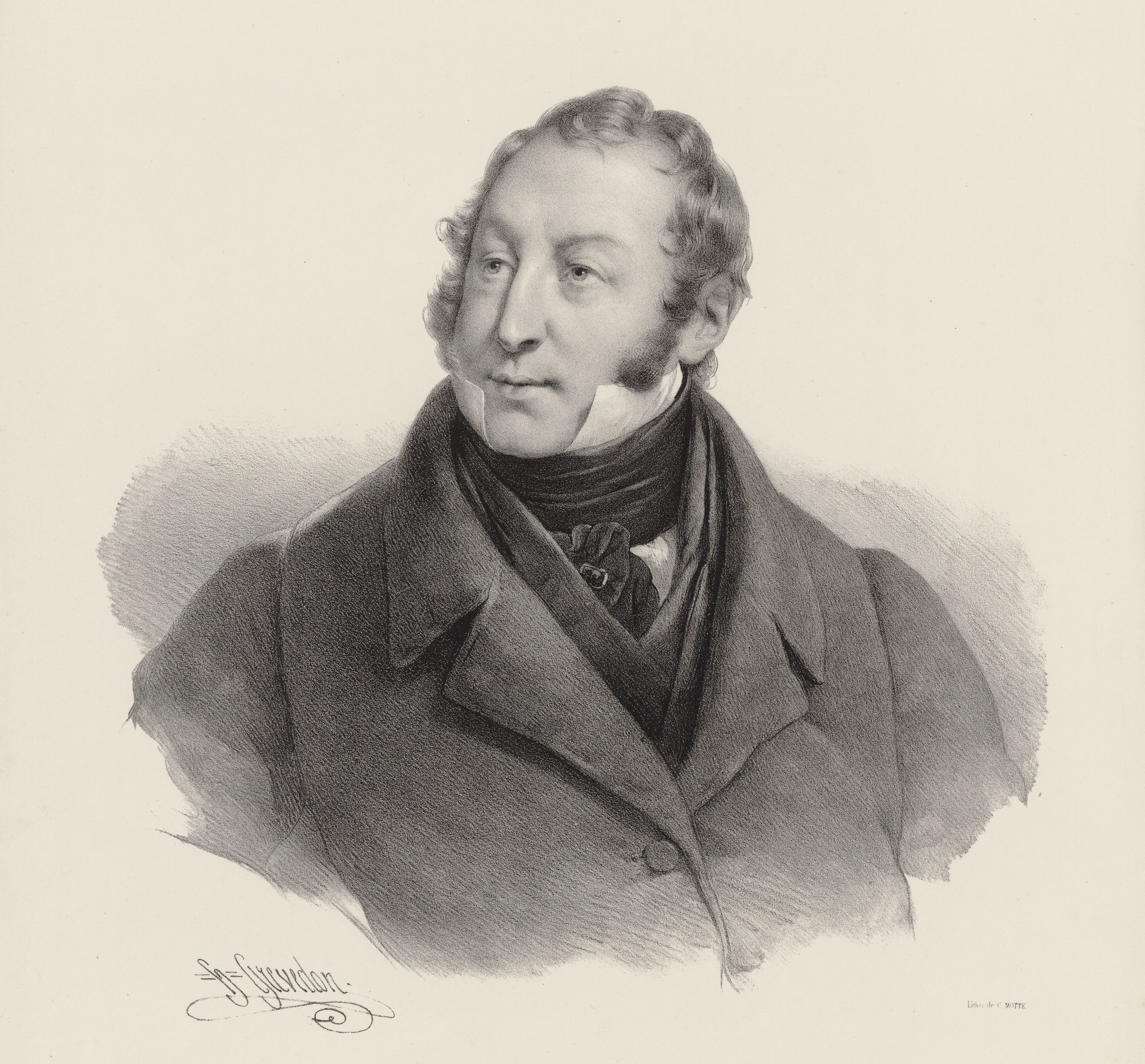
Джоакино Россини

В основе произведения лежит сюжет оперы с таким же названием композитора Луиджи Моска, премьера которой состоялась 16 августа 1808 года в театре «Ла Скала» — Россини несколько изменил либретто Анджело Анелли совместно с Гаэтано Росси. Премьера оперы состоялась в Венеции в театре «Сан-Бенедетто» 22 мая 1813 года в постановке Джованни Пикути.
В последующие несколько лет опера была поставлена в трёх театрах Венеции, а также на сценах многих театров Европы: в Париже, Ливорно, Лиссабоне, Болонье.

## Действующие лица

Эжен Делакруа. Женщины Алжира (1834)

| Партия                                               | Голос         | Исполнитель на премьере 22 мая 1813 Дирижёр: - |
| ---------------------------------------------------- | ------------- | ---------------------------------------------- |
| Мустафа, бей                                         | бас           | Филиппо Галли                                  |
| Изабелла, итальянка                                  | контральто    | Мариетта Марколини                             |
| Линдоро, её возлюбленный                             | тенор         | Серафино Джентили                              |
| Эльвира, жена бея                                    | сопрано       | Луттгард Анибальди                             |
| Зульма, служанка                                     | меццо-сопрано | Аннунциата Берни Челли                         |
| Али                                                  | бас           | Джузеппе Спирито                               |
| Таддео                                               | баритон       | Паоло Розич                                    |
| итальянские и другие рабы, моряки, алжирские корсары | хор           | хор                                            |
| наложницы                                            | без пения     | без пения                                      |

## Содержание

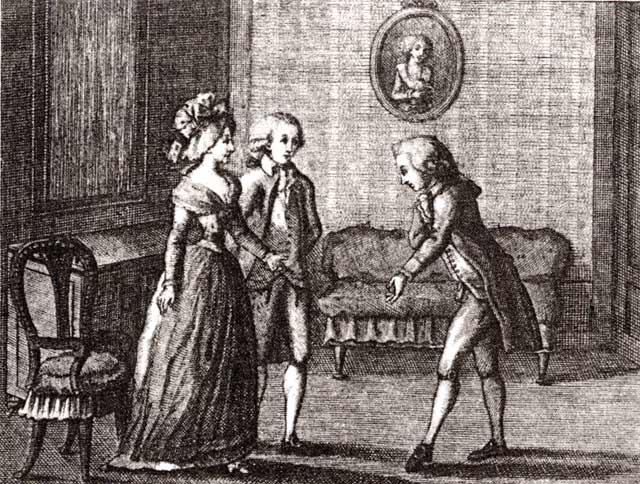
Луиджи Понелато. Чичисбей. Гравюра 1790 года

Действие «Итальянки в Алжире» происходит в Алжире в XVIII веке.

### Акт I
Зал во дворце бея в Алжире
Жена бея, Эльвира, жалуется рабыне Зульме, что Мустафа её больше не любит. Эльвира угнетена: Мустафа задумал выдать её замуж за итальянского невольника, находящегося у него на службе, Линдоро, но тот все ещё любит оставленную им в Италии Изабеллу и потому не знает, что предпринять в ответ на предложение Мустафы. Изабелла попадает в плен к алжирским пиратам во время путешествия, предпринятого в поисках Линдоро. Её приводят во дворец Мустафы, который влюбляется в неё с первого взгляда. Изабелла решает воспользоваться глупостью бея, обмануть его и освободить своего возлюбленного. Появляется Линдоро, и Изабелла требует его к себе в рабы; Мустафа исполняет это желание итальянки.

### Акт II
Во дворце все обсуждают новое увлечение бея. Линдор воспевает Изабеллу и свои чувства к ней. Сопровождающий её Таддео в замешательстве: Мустафа требует, чтобы он помог ему завоевать сердце девушки, но Изабелла полна решимости отстоять свою любовь к Линдоро. Капитан алжирских пиратов Хали восхваляет «женщин Италии». Линдоро и Таддео сообщают бею, что Изабелла назначила его своим «паппатачи» – звание, якобы присваиваемое в Италии большим любителям есть, пить, спать и молчать. Сама же она призывает итальянских невольников готовиться к побегу. Мустафа, верный своему званию, ест, пьет и ничего не замечает. Влюбленные вместе с остальными невольниками совершают побег. Мустафа в бессилии злится и кричит, осыпая проклятьями сбежавших. Успокоившись и поразмыслив, он примиряется с Эльвирой.

## Музыкальные номера
Languir per una bella - ария Линдоро
Cruda sorte! Amor tiranno! - каватина Изабеллы
Già d'insolito ardore nel petto agitare - ария Мустафы
Ah come il cor di giubilo - ария Линдоро
Le femmine d'Italia - ария Хали

## Постановки
В России премьера оперы состоялась 15 апреля 1822 года в театре Апраксина на Знаменке (Москва) в постановке итальянских артистов.
В том же году «Итальянка в Алжире» была представлена публике в двух театрах Вены, а в 1825 — в Берлине. В 1832 году опера поставлена в Нью-Йорке. В репертуаре «Метрополитен Опера» «Итальянка в Алжире» впервые появилась 5 декабря 1919 года, в «Гранд-опера» — 2 апреля 1930 года.
Музыковед А. Гозенпуд выделяет среди многочисленных постановок «Итальянки в Алжире» туринскую (1925), где партию Изабеллы исполнила Кончита Супервиа, а также постановку в «Ла Скала» (1974, дирижёр Клаудио Аббадо) и на россиниевском фестивале в Пезаро в 1994 году (в роли Изабеллы — Дженнифер Лармор).

## Аудиозаписи
| Год  | Состав (Мустафа, Изабелла, Линдоро, Таддео)                                | Дирижёр             | Лейбл                   |
| ---- | -------------------------------------------------------------------------- | ------------------- | ----------------------- |
| 1954 | Марио Петри, Джульетта Симионато, Чезаре Валетти, Марчелло Кортис          | Карло Мария Джулини | EMI Cat: CHS 7 64041-2  |
| 1963 | Фернандо Корена, Тереза Берганца,Луиджи Альва, Роландо Панерай             | Сильвио Варвизо     | Decca Cat: 475 8285     |
| 1978 | Сесто Брускантини, Лучия Валентини Террани, Уго Бенелли, Энцо Дара         | Гари Бертини        | Arts Music Cat: 43048-2 |
| 1979 | Лучия Валентини Террани, Франсиско Арайса, Владимиро Ганцаролли, Энцо Дара | Габриэль Ферро      | CBS Cat: M3T 39048      |
| 1980 | Самуэль Рэми,Мэрлин Хорн, Энесто Паласио, Доменико Тримарки                | Клаудио Шимоне      | Erato Cat: 2292-45404-2 |
| 1987 | Руджеро Раймонди, Агнес Бальтса, Фрэнк Лопардо, Энцо Дара                  | Клаудио Аббадо      | Deutsche Grammophon     |

## Видеозаписи
| Год  | Состав (Мустафа, Изабелла, Линдоро, Таддео)                       | Дирижёр         | Режиссёр      | Лейбл             |
| ---- | ----------------------------------------------------------------- | --------------- | ------------- | ----------------- |
| 2006 | Марко Винко, Кристианна Стодейн, Максим Миронов, Джорджио Каодуро | Риккардо Фрицца | Тони Сервилло | BelAir classiques |